# تيرانس جون كلارك
تيرانس جون كلارك (بالإنجليزية: Terrance John Clark)‏ هو مهرب مخدرات نيوزيلندي، ولد في 1944 في غيسبورن ‏ في نيوزيلندا، وتوفي في 1983 في وايت في المملكة المتحدة.